# 湧泉寺
湧泉寺（ゆうせんじ）は、中華人民共和国福建省福州市晋安区鼓山にある仏教寺院。

## 歴史
湧泉寺は、唐の建中4年（783年）創建で、当時は華厳寺と称した。武宗による会昌の廃仏は、徹底した仏教弾圧であり、この時期多くの僧が還俗させられ、仏像は溶かされて寺院は破壊された。
呉越の天宝元年（908年）、高僧の神晏が伽藍を整備した。大改修後に「湧泉禅院」に改名して。
北宋の神宗により「湧泉禅寺」の額を賜った。
明の永楽5年（1407年）、湧泉寺に正式に改名した。永楽6年（1408年）、火難に遭って焼失した。嘉靖21年（1542年）、再度焼失した。万暦47年（1619年）、曹学佺・道東智諦は大雄宝殿を再建した。崇禎2年（1629年）、林宏衍・宏暁は法堂を再建した。崇禎6年（1633年）、林宏衍は鐘楼・鼓楼を建立する。崇禎7年（1634年）、曹学佺は天王殿を再建した。
清の初期、元賢は寺院を重修した。康熙38年（1699年）、康熙帝により「湧泉寺」の額を賜った。
1983年、中華人民共和国国務院は仏寺を漢族地区仏教全国重点寺院に認定した。2001年、中華人民共和国国務院は仏寺を全国重点文物保護単位に認定した。

## 伽藍
山門、天王殿、大雄宝殿、法堂、鐘楼、鼓楼、蔵経楼、方丈室、祖堂